# 霍夫曼島

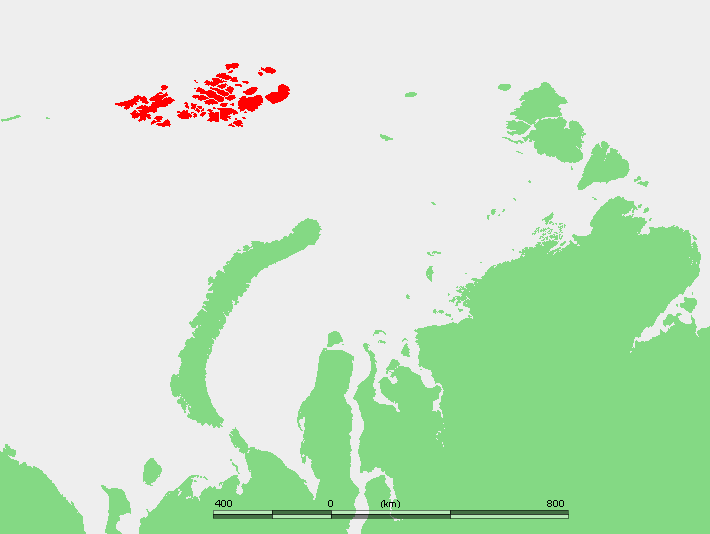

霍夫曼島是俄羅斯的島嶼，屬於法蘭士約瑟夫地群島的一部分，位於賴涅拉島以東8.6公里，由阿爾漢格爾斯克州負責管轄，長13公里、寬5公里。

## 外部連結
- Location （页面存档备份，存于）
- E.K. Hofmann

81°17′N 60°13′E / 81.283°N 60.217°E